# Historische bouwkunde
De historische bouwkunde is een wetenschap die zich toelegt op de ontwikkelingsgeschiedenis van bouwkundige objecten. In Nederland worden de beleidsmatige belangen behartigd door de Rijksdienst voor het Cultureel Erfgoed. Samen met de aardkunde, archeologie, historische geografie, historische stedenbouw, historische ecologie en een variabel aantal andere wetenschappen vormt de historische bouwkunde de wetenschap van de cultuurhistorie.
Historische bouwkunde is een verzamelnaam voor een aantal deeldisciplines, zoals architectuurhistorie en bouwhistorie. Architectuurhistorie houdt zich primair bezig met het ontwerp en de bouwwijze van een pand, de bouwhistorie met het zoeken naar bouwsporen die meer over de ontwikkelingsgeschiedenis van een pand kunnen vertellen.